# Stalker (film)
Stalker je vědecko-fantastický film režiséra Andreje Tarkovského z roku 1979, inspirovaný románem bratří Strugackých Piknik u cesty. Získal řadu ocenění na mezinárodních festivalech.

## Výroba
- Režie: Andrej Tarkovskij
- Scénář: Bratři Strugačtí
- Hrají: Alexandr Kajdanovskij (Stalker)
- Alisa Frejndlichová (Stalkerova žena)
- Anatolij Solonicyn (Spisovatel)
- Nikolaj Griňko (Profesor)
- Nataša Abramová (Martha, Stalkerova dcera)
- Olegar Fjororov (Dublér Stalkera)

## Ocenění
- Cena francouzské kritiky
- Zvláštní cena a Cena ekumenické poroty na MFF v Cannes (1980)
- Cena Luchina Viscontiho (1980)
- Cena FIPRESCI na II. MFF vědeckofantastických filmů v Madridu (1980)
- Prémie filmové kritiky na I. MFF v Terstu (1980)
- Zvláštní cena poroty (Special Motion) na MFF v Portu (Fantasporto, 1983)
- Nominace na Cenu International Film Fantasy na MFF v Portu (Fantasporto, 1983).